# 48 Dywizja Strzelecka (ZSRR)
48 Dywizja Strzelecka (ros. 48-я стрелковая дивизия) – związek taktyczny piechoty Armii Czerwonej.
W czerwcu 1941 roku pod dowództwem płk. P. W. Bogdanowa w składzie 10 Korpusu Strzeleckiego, 8 Armii Okręgu Bałtyckiego.

## Struktura organizacyjna
W jej skład wchodziły: 
- 268 Pułk Strzelecki
- 301 Pułk Strzelecki
- 328 Pułk Strzelecki (do 07.10.1941 i od 30.06.1943)
- 527 Pułk Strzelecki (od 28.09.1941 do 25.06.1943)
- 10 Pułk Artylerii Lekkiej(do 20.10.1941 i od 23.10.1941)
- 323 Pułk Artylerii Lekkiej(od 13.09.1941 do 23.10.1941)
- 14 Pułk Artylerii Haubic
- 127 dywizjon przeciwpancerny(do 01.08.1941 i od 23.07.1942)
- 380 (48) dywizjon moździerzy (od 23.10.1941 do 10.10.1942)
- 85 kompania rozpoznawcza
- 118 batalion saperów
- 67 batalion łączności (813 kłącz)
- 34 batalion medyczno sanitarny
- 274 (67) kompania chemiczna
- 365 (71) kompania transportowa
- 304 piekarnia polowa
- 271 punkt weterynaryjny
- 995 stacja poczty polowej
- 674 kasa polowa